# Faringismo
In medicina, il faringismo (o faringospasmo) indica uno spasmo, cioè una contrazione improvvisa e involontaria, dei muscoli della faringe che rende difficile o impedisce la deglutizione.
Accompagnato da un repentino e violento "scoppio" di dolore, il faringismo può dipendere da vari fattori, tra cui prevalgono quelli di natura psicogena. Può manifestarsi con tutti gli alimenti, sia liquidi che solidi, o solo per alcuni; caso classico è la sua comparsa in presenza di preparati farmaceutici solidi. Caratterizza anche l'ipocalcemia, la tetania e l'ingestione di arsenico. 